# Plectris griseovestita
Plectris griseovestita är en skalbaggsart som beskrevs av Moser 1921. Plectris griseovestita ingår i släktet Plectris och familjen Melolonthidae. Inga underarter finns listade i Catalogue of Life.